# Iberija (tema)
Tema Iberija (grč. θέμα 'Ιβηρίας) bila je bizantska tema, vojno-upravna oblast stvorena od dijela gruzijskih i armenskih oblasti u 11. stoljeću. Nastala je zahvaljujući osvajanjima cara Bazilija II. koji je od 1000. do 1021. oduzeo velike dijelove područja gruzijskih Bagrationa, a nastavila se širiti kroz 11. stoljeće na račun Armenije. Na vrhuncu je imala većinski armensko stanovništvo, sa značajnom manjinom kalcedonskih armenskih kršćana. Ime je dobila po Kavkaskoj Iberiji, odnosno izrazu kojim su se u antici opisivale gruzijske zemlje. Prestala je postojati 1074. nakon seldžučkih osvajanja.